# Sun Myung Moon
Sun Myung Moon, auch San Myung Mun (* 25. Februar 1920 in Sangsa-ri, Provinz Heian-hokudō, Chōsen, Japanisches Kaiserreich; † 3. September 2012 in Songsan-ri, Südkorea), war Gründer und Oberhaupt der sogenannten Vereinigungskirche.

## Leben
Sun Myung Moon wurde im heutigen Nordkorea zu einer Zeit geboren, als es als Teil Chōsens zum Japanischen Kaiserreich gehörte (1910 bis 1945). Sein Geburtsname war Yong Myung Moon. Mit 15 Jahren hatte der aus einer presbyterianischen Familie stammende Moon nach eigenen Angaben am Ostersonntag (21. April 1935) eine Christus-Vision. In dieser Vision habe Jesus ihn gebeten, seine Mission weiterzuführen.
Als Moon 9 Jahre alt war, schickte ihn sein Vater auf eine Dorfschule, in der konfuzianische Schriften und chinesische Schriftzeichen gelehrt wurden. Mit 13 Jahren bestand Moon den Aufnahmetest für eine Normalschule und wechselte auf die Osan Schule. Bei dieser Schule handelte es sich um eine koreanisch-nationalistische Schule, in der der Unterricht nicht auf Japanisch, sondern auf Koreanisch gehalten wurde. Moon wechselte deshalb erneut die Schule und besuchte ab 1934 die Jeongju Public Normal School, wo der Unterricht auf Japanisch gehalten wurde, der damaligen Nationalsprache. Nach eigenen Angaben hielt Moon bei der Abschlussfeier eine Rede, in der er Kritik an der japanischen Kolonialherrschaft übte, und wurde von da an von der Polizei beobachtet.
1938 zog Moon nach Keijō und besuchte an der Kaiserlichen Universität Keijō das Institut für Handel und Industrie. Von 1941 bis 1943 studierte Moon an einem Wirtschaftscollege der Waseda-Universität in Tokio Elektrotechnik. Moon graduierte im September 1943 und kehrte nach Chōsen zurück.
Während Moon auf den Japanischen Hauptinseln lebte, unterstützte er die in Shanghai gegründete Koreanische Provisorische Regierung und beteiligte sich bei Untergrundbewegungen, die sich für eine Unabhängigkeit Chōsens vom Japanischen Kaiserreich einsetzten.
Im Oktober 1944 wurde Moon von der Polizei verhaftet und bis Februar 1945 im Polizeipräsidium der Provinz Keikidō festgehalten. Er wurde angeklagt, Mitglied einer Kommunistischen Partei zu sein, da er in der Untergrundbewegung auch mit Kommunisten zusammengearbeitet hatte.
Nach der Unabhängigkeit Koreas im August 1945 wurde die Halbinsel nördlich des 38. Breitengrades von der Sowjetunion und südlich des 38. Breitengrades durch die USA besetzt. Als Moon im Oktober 1945 bei einem Besuch seiner Heimat im sowjetisch besetzten Teil Koreas mit südkoreanischem Geld bezahlen wollte, wurde er dort erneut verhaftet und für eine Woche inhaftiert.
1946 verließ Moon seine Familie und ging nach Pjöngjang, um dort zu missionieren. Dort wurde er 1948 wegen „Einbruch in die soziale Ordnung“ festgenommen und zu einer fünfjährigen Haftstrafe in einem Arbeitslager in Hŭngnam verurteilt. Bei einer Evakuierung von Hŭngnam durch UNO-Truppen am 14. Oktober 1950 konnte Moon fliehen.
Moon floh mit zwei Anhängern in die Hafenstadt Busan im Süden der koreanischen Halbinsel, wo sie am 28. Januar 1951 ankamen. Er lebte in einer Lehmhütte und schrieb dort seine Lehre in einem Manuskript mit dem Titel Das ursprüngliche Prinzip (Wol Li Won Bon) nieder. Er beauftragt eine seiner Anhängerinnen, Eu Hyo-won, den Inhalt des Manuskripts systematisch in einem Buch festzuhalten. 1957 erscheint das Buch „Erklärung zum Göttlichen Prinzip“ (Wol Li Hae Sol). Im Jahr 1966 veröffentlicht Moon eine überarbeitete Version mit dem Titel Erläuterung des Göttlichen Prinzips. Dieses Buch gilt bis heute als Grundlage der Glaubenslehre Moons.

### Familie
Sun Myung Moon heiratete am 4. Mai 1944 Choi Sun-gil. 1955 wurde sein zweiter Sohn Hee-jin geboren. Hee-jin starb später bei einem Zugunglück. 1959 ließ sich Choi Sun-gil von Sun Myung Moon scheiden, und der erste Sohn Sung-jin wuchs bei der Mutter auf. Am 1. April 1960 heiratete Sun Myung Moon seine zweite Frau Hak Ja Han, mit der er 14 Kinder hatte.

## Vereinigungsbewegung und Lehre
Moon gründete am 1. Mai 1954 die Heilig-Geist-Gesellschaft zur Vereinigung des Weltchristentums in Seoul. Später nannte er sie in Vereinigungskirche bzw. Vereinigungsbewegung um. In der Öffentlichkeit wird sie häufig als Moon-Sekte bezeichnet.
Seit 1963 gibt es die Vereinigungsbewegung in Deutschland. Nach eigenen Angaben bekennen sich 800 Familien zur Vereinigungskirche in Deutschland.
Mitglieder der Vereinigungsbewegung glauben, dass Moon der Messias ist und von Jesus die Aufgabe, seine Mission weiterzuführen, erhalten hat. Früher wurde Moon von seinen Anhängern Meister genannt (Übersetzung des koreanischen Wortes sŏnsaengnim – Lehrer). Heutzutage wird er als Wahrer Vater oder Vater Moon bezeichnet.
Die Lehre der Vereinigungsbewegung ergibt sich aus dem Buch Das Göttliche Prinzip und den Reden Moons, die in zahlreichen Büchern veröffentlicht werden. Grundelemente sind die daoistische Kosmologie, schamanistische Volksreligion aus Korea, sowie das Prinzip der christlichen Missionstheologie. Dem göttlichen Prinzip zufolge habe Gott die Menschen geschaffen, damit sie Vollkommenheit erreichen. Das erste Menschenpaar Adam und Eva hätte auf dieser Basis eine vollkommene Familie als Objektpartner Gottes gründen sollen. Durch den Sündenfall verstießen sie jedoch gegen dieses Prinzip.
Jesu Mission als Messias sei es gewesen, den Sündenfall wiedergutzumachen, indem er eine Familie gegründet und die gesamte Menschheit in diese Familie aufgenommen hätte. Wegen der Kreuzigung hätte Jesus dies jedoch nicht erfüllen können.

## Wirtschaftliche Beteiligungen
1963 gründete Sun Myung Moon ein Produktionsunternehmen, aus dem sich die Tongil Group entwickelte. Sie ist eine gemeinnützige Organisation, deren Einnahmen für Aktivitäten der Vereinigungskirche benutzt werden.
Der Moon-Konzern hat Beteiligungen an der nordkoreanischen Pyeonghwa Motors, am weltweiten Ginseng-Handel und kontrolliert einen südkoreanischen Waffen- und Werkzeugmaschinenhersteller.
Außerhalb der Heimatbasis ist die Vereinigungsbewegung vor allem in den USA wirtschaftlich stark. Sie kontrolliert dort Dutzende von Firmen, darunter die konservativ orientierte Hauptstadt-Zeitung Washington Times und besitzt den Pressedienst UPI. Der Religionsgründer selbst allerdings geriet in den Vereinigten Staaten in Schwierigkeiten. Er wurde dort 1982 wegen Steuerhinterziehung zu einer Haftstrafe von 18 Monaten verurteilt. Insgesamt war Moon etwa ein halbes Dutzend Mal im Gefängnis.
In Lateinamerika baute die Vereinigungskirche ihren stärksten Stützpunkt in Uruguay auf. Sie besitzt dort die Zeitung „Últimas Notícias“, eine Druckerei, die drittgrößte Bank des Landes und das Hotel „Victoria Plaza“ im Zentrum Montevideos.
Gemäß einem Artikel der Chicago Tribune vom 11. April 2006 kontrolliert Moons Firma True World Group den Fang und Handel mit Fisch für Sushi in den USA. Auch das Magazine der New York Times veröffentlichte 2021 einen Artikel über Moon, die True World Group und Sushi.

## Treffen mit Staats- und Regierungschefs
Moon, der die US-Amerikaner dazu aufrief, Präsident Richard Nixon die Watergate-Affäre zu verzeihen, wurde 1974 von diesem im Weißen Haus empfangen. Im April 1990 traf Moon Michail Gorbatschow, den Präsidenten der Sowjetunion. Moon lobte die politischen und wirtschaftlichen Wandlungen in der Sowjetunion. 1991 traf er den nordkoreanischen Präsidenten Kim Il-sung zu einem Gespräch in Hamhŭng. Sie sprachen unter anderem über die Zusammenführung getrennter Familien in Nord- und Südkorea, die wirtschaftliche Zusammenarbeit zwischen den beiden Staaten und das nordkoreanische Atomprogramm. Nach dem Tod von Kim Il-sung im Jahr 1994 und dem Tod seines Sohnes Kim Jong-il im Jahr 2011 schickte Moon jeweils eine Delegation nach Nordkorea, um sein Beileid zu bekunden. 1995 traf Moon den argentinischen Präsidenten Carlos Menem. Im Juli 2011 empfing der nigerianische Präsident Goodluck Jonathan Moon und seine Frau als Staatsgäste.

## Peace Cup
Sun Myung Moon gab im Jahre 2002 die Einführung eines von ihm veranstalteten weltweiten Fußballturniers bekannt. Der sogenannte Peace Cup soll zur Völkerverständigung und der Überwindung von Ideologien beitragen. Der Wettbewerb stand unter Moons Schirmherrschaft. Als Besitzer von zwei Fußballvereinen konnte er die FIFA und den weltweit bekannten Fußballer Pelé für sein Projekt gewinnen. Die gesamten Gewinne, die mit der Vermarktung des Wettbewerbes erzielt werden, werden nach eigenen Angaben an hungerleidende Kinder in Asien und Afrika gespendet.

## Einreiseverbot
Von 1995 bis 2007 bestand ein Einreiseverbot des deutschen Bundesinnenministeriums für Sun Myung Moon und seine Ehefrau, das damit begründet war, dass die Vereinigungsbewegung zu den Jugendsekten und Psychogruppen gehöre, deren Aktivitäten junge Menschen gefährden könnten. Im November 2006 wurde diese Verfügung vom Bundesverfassungsgericht aus Gründen der Religionsfreiheit aufgehoben und an das Oberverwaltungsgericht (OVG) Rheinland-Pfalz zurückverwiesen. Das OVG hob das Einreiseverbot im Mai 2007 auf, weil nur erhebliche Gefahren für die öffentliche Sicherheit und Ordnung oder für die nationale Sicherheit solche Einreiseverbote begründen könnten.
In Japan galt bis zu Moons Lebensende ein Einreiseverbot.

## Tod
Am 3. September 2012 kurz vor 2 Uhr morgens Ortszeit starb Moon im Alter von 92 Jahren in Südkorea an den Folgen einer Lungenentzündung. An der Beerdigung am 14. September in Gapyeong nahmen etwa 35.000 Gäste teil. Hyung Jin Moon, der Vorsitzende des Yeosu World Expo Organizing Committee Dong Seok Gang, Tarsem Kim und Alfred Moisiu hielten die Trauerreden.